# Jorgos Jeorjiu
Jorgos K. Jeorjiu, gr. Γιώργος Κ. Γεωργίου (ur. 9 kwietnia 1963 w m. Afania) – cypryjski polityk i nauczyciel, deputowany do Izby Reprezentantów, poseł do Parlamentu Europejskiego IX i X kadencji.

## Życiorys
Absolwent filologii greckiej na Uniwersytecie Narodowym im. Kapodistriasa w Atenach. Kształcił się również w zakresie historii na Uniwersytecie Cypryjskim. Pracował jako nauczyciel, specjalizując się w greckiej literaturze.
Działacz komunistycznej Postępowej Partii Ludzi Pracy (AKEL). Był członkiem komitetu centralnego jej organizacji młodzieżowej (EDON). W latach 2009–2011 wchodził w skład władz cypryjskiego nadawcy publicznego RIK.
W wyborach w 2011 po raz pierwszy uzyskał mandat posła do Izby Reprezentantów z dystryktu Larnaka. W 2016 z powodzeniem ubiegał się o reelekcję. W 2019 został natomiast wybrany do Europarlamentu IX kadencji. Mandat europosła utrzymał również w wyborach w 2024.